# Spot – En hund på rymmen
Spot – En hund på rymmen (originaltitel: See Spot Run) är en amerikansk film från 2001 i regi av John Whitesell.

## Handling
Gordon är en oansvarig ungkarl som arbetar som brevbärare. Han måste sitta barnvakt åt sin grannes sexårige son, James. Snart har Gordons tillvaro förvandlats till en enda röra där både maffian, FBI och hunden Spot är inblandade.

## Om filmen
Michael Clarke Duncan spelade in två av filmens scener med ett brutet ben - scenen där han för bort Spot från James och Gordon och scenen där Spot bestämmer sig för att stanna hos James och Gordon. En stand-in användes då hans karaktär stod upp i dessa scener.
Det var ursprungligen tänkt att filmen skulle bli 2 timmar och 45 minuter lång.

## Rollista
| David Arquette        | – Gordon      |
| Michael Clarke Duncan | – Murdoch     |
| Leslie Bibb           | – Stephanie   |
| Joe Viterelli         | – Gino        |
| Angus T. Jones        | – James       |
| Steve Schirripa       | – Arliss      |
| Anthony Anderson      | – Benny       |
| Paul Sorvino          | – Sonny Talia |
| Kim Hawthorne         | – Cassavettes |
| Kavan Smith           | – Ricky       |
| Roger Haskett         | – Michaels    |
| Fulvio Cecere         | – Lawyer      |
| Stephen E. Miller     | – Danvers     |